# مركبات الكربون
مركبات الكربون هي مواد كيميائية تحتوي على الكربون. وتوجد للكربون مركبات أكثر من أي عنصر كيميائي آخر ما عدا الهيدروجين. ويزيد عدد المركبات العضوية زيادة فائقة عن عدد مركبات الكربون الغير عضوية.

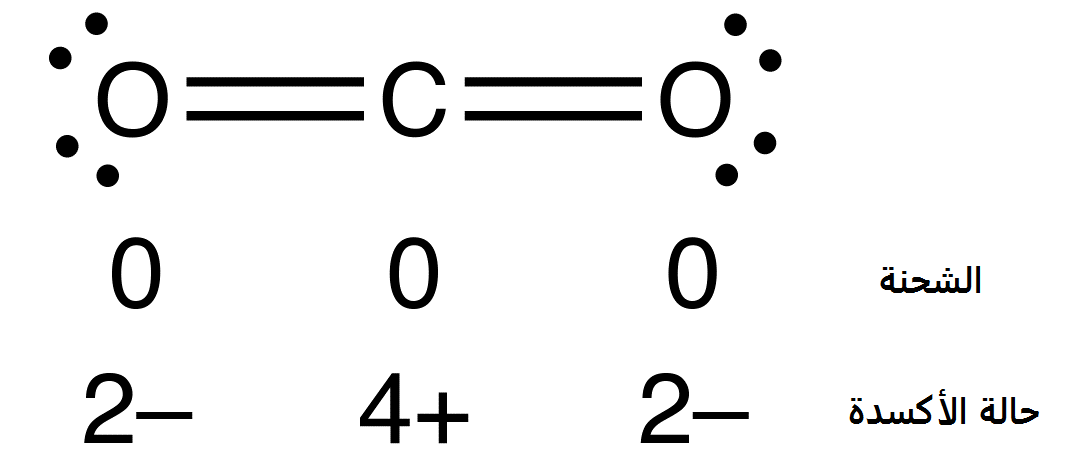
ثاني أكسيد الكربون.

بصفة عامة يتحد الكربون مع عناصر أخرى برابطات تساهمية. وهو رباعي التكافؤ. وقد يوجد الكربون في هيئة جذر حر وكربين ولكن لفترة قصيرة كحالة وسطية أو مؤقتة.
وقد يوجد الكربون في صورة كاتيون (أيون سالب الشحنة) أو أنيون (أيون موجب الشحنة) ولكنهما ذوي أعمار قصيرة. ومن صفات الكربون المميزة قدرته على تكوين سلسلات كربونية طويلة وكذلك حلقات.

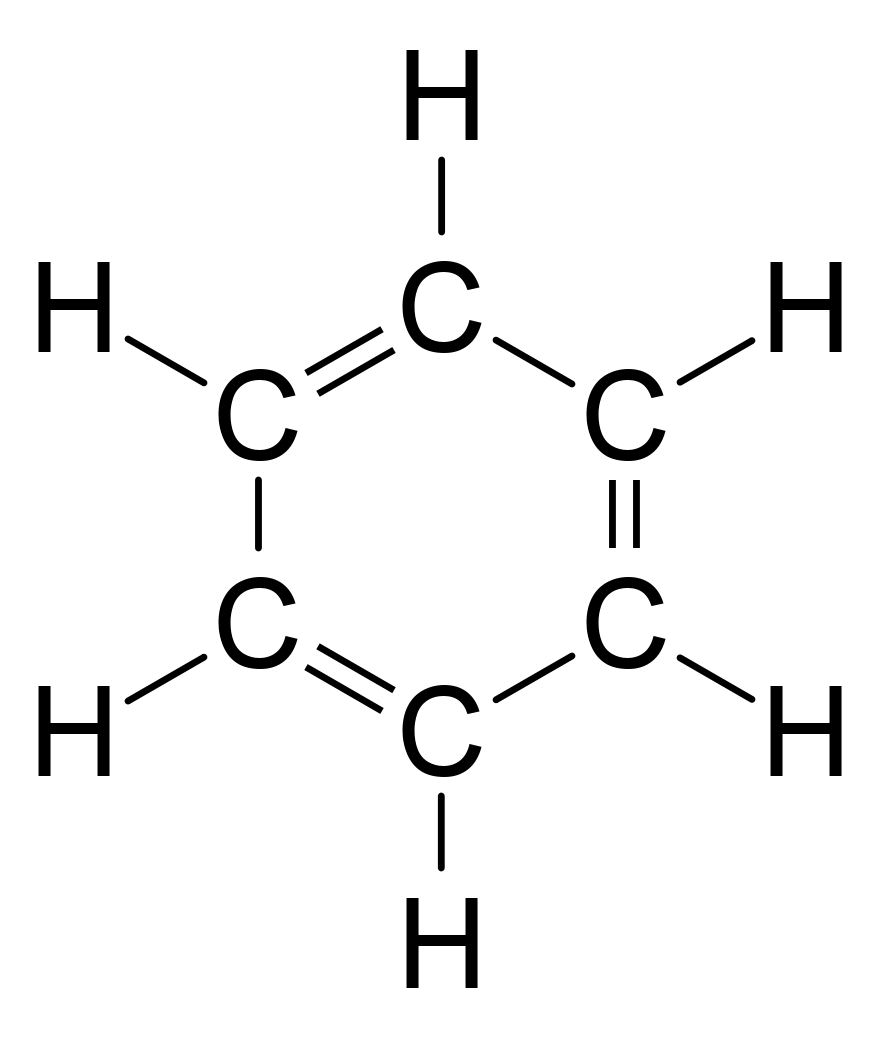
بنزين (مركب كيميائي)

- أبسط مركب عضوي عطري هو البنزين وهو في شكل حلقة سداسية تشكلها 6 ذرات كربون وترتبط كل ذرة كربون بذرتين للهيدروجين.

الصيغة الكيميائية للبنزين هي.(C6H6)
وأبسط المركبات العضوية الأليفاتية، فهي تكون في شكل سلسلة كربونية مرتبطة أيضا بذرات هيدروجين ومنها: الميثان، والإيثان والبروبان.

الميثان

الإيثان

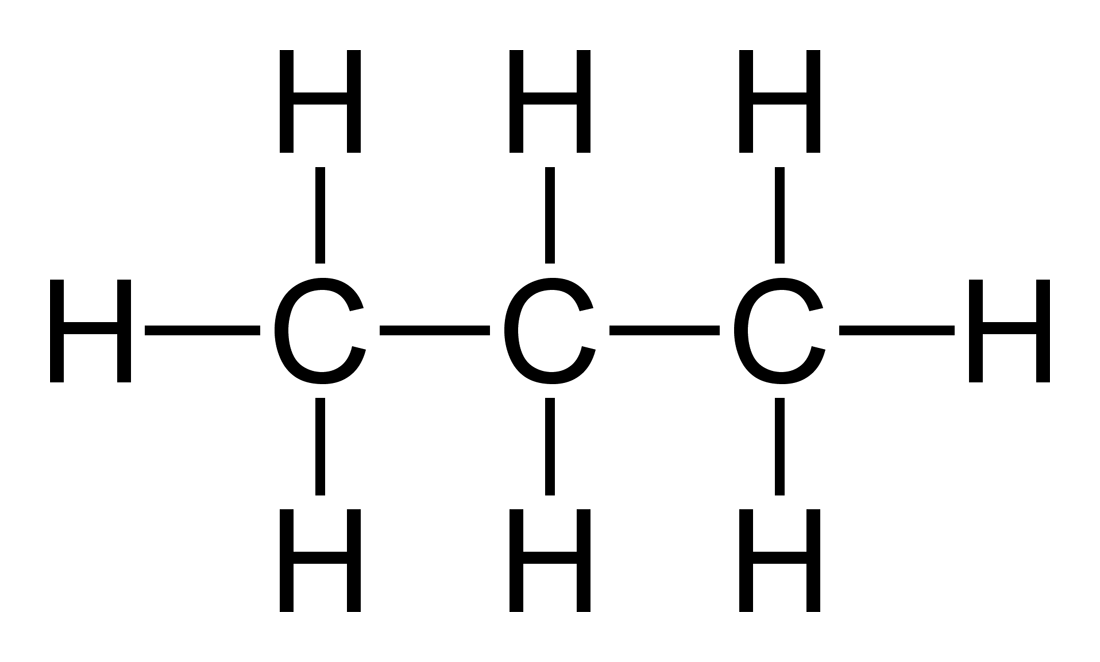
بروبان

## صور الكربون
تعرف الكيمياء الغير العضوية للكربون عدة صور، تختلف فيما بينها في نظامها البلوري. فيوجد منه صور الماس والجرافيت وفوليرين، كما اكتشف له الشكل «بوكمنسترفولرين» في عام 1985، كفوليرين جديد. ووتوجد من البوكمنستفوليرين عدة أشكال؛ أحدها كري مغلق وفيه يوجد أيون كربون محاط بشبكة كرية من ذرات الكربون. يميز هذا النوع من الفوليرينات برمز "@" أو endohedral fullerene
وعلى سبيل المثال فإذا انحصر أيون ليثيوم داخل تكوين كري بوكمنسترفوليرين فيرمز له بالرمز: Li+@C60.
ومن الوجهة النظرية يمكن أن يتحد أيون مركب بهذه الصورة مع أيون آخر مناسب ويكوّن أحد الأملاح. كما توجد أيضا مركبات شبيهة يكون فيها عنصر محصور داخل النظام البلوري للجرافيت.

## الكربيد

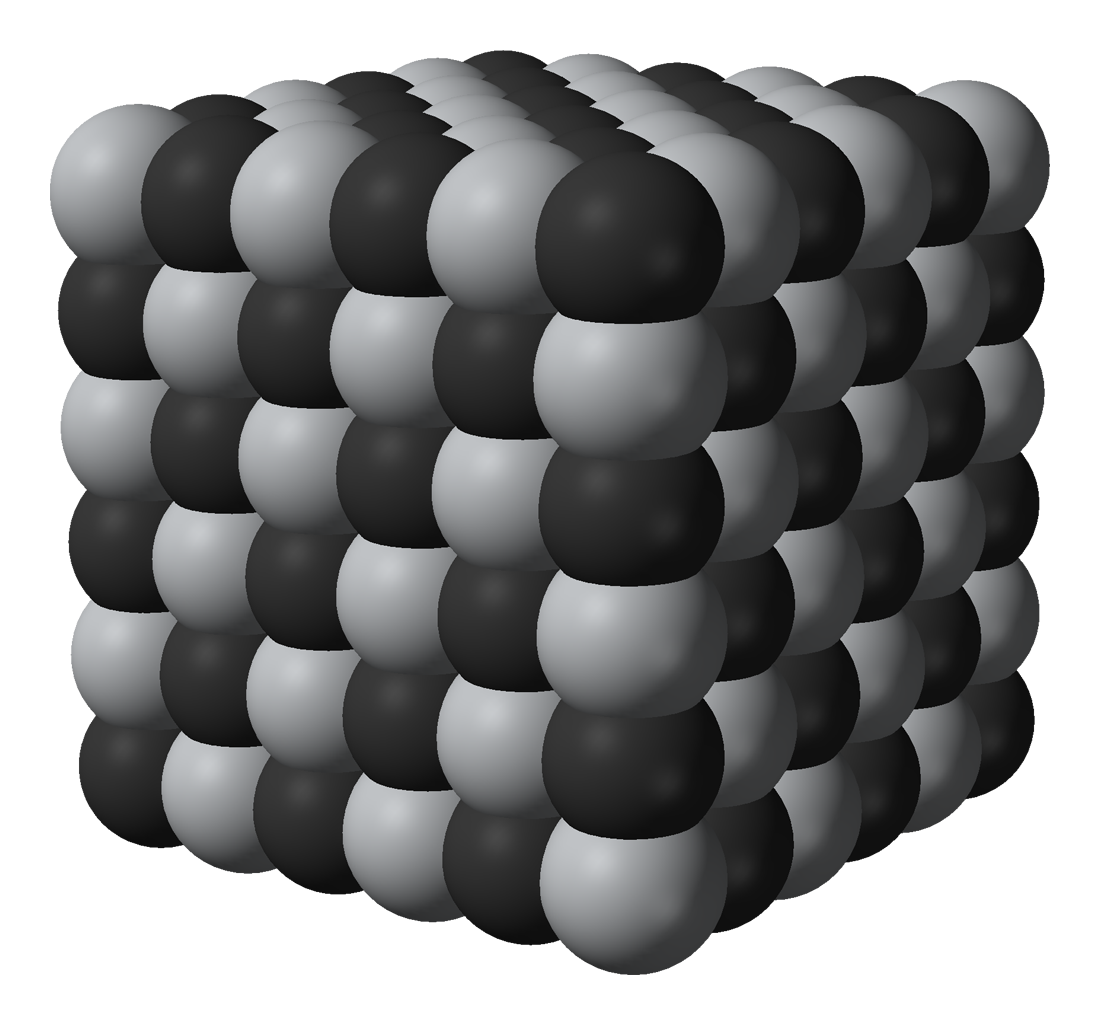
بنية الشبكة البلورية في كربيد التيتانيوم.

الكربيدات هي مركبات ثنائية يتحد فيها الكربون مع عنصر آخر يكون ذو كهرسلبية أقل من كهرسلبية الكربون.
أهم الكربيدات نجد:
Al4C3,
B4C,
CaC2,
Fe3C,
كربيد الهافنيوم الرباعي،
SiC,
TaC,
TiC,
WC.
وهي ليست جميعها بنسبة 1:1 لذرات الكربون والعنصر الآخر مثلما في كربيد التيتانيوم. فنجد مثلا كربيد الألومنيوم وفيه 4 ذرات ألومنيوم متحدة مع 3 ذرات كربون.
وفي كربيد الحديد تتحد 3 ذرات حديد مع ذرة واحدة من الكربون.

## اقرأ أيضا
- مركب عضوي
- مركب غير عضوي